# Eugen Vogt

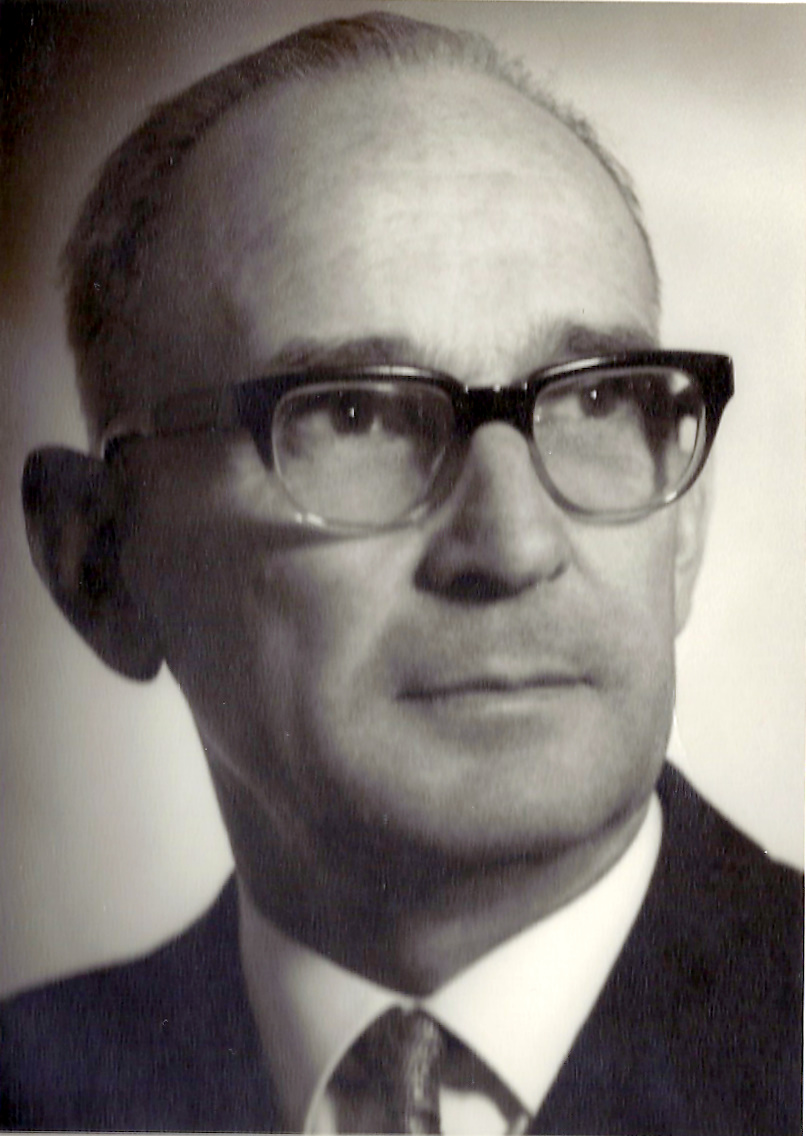
Eugen Vogt 1909–1997

Eugen Vogt (* 8. November 1909 in Allschwil BL; † 25. August 1997 in Sins AG) war eine prägende Persönlichkeit der katholischen Laien- und Jugendbewegung (Katholische Aktion) in der Schweiz.

## Leben und Wirken
Vogt wuchs mit sechs Geschwistern im elterlichen Kleinbauernbetrieb in Allschwil BL auf. Der Kulturkampf in der Schweiz hatte in diesem Dorf tiefe, schmerzliche Spuren hinterlassen, was das Curriculum Vogts wesentlich mitbestimmte. Er trat nach der Schule eine Stelle als kaufmännischer Angestellter bei Sandoz in Basel an und absolvierte die Kaufmännische Berufsschule. Bereits in dieser Zeit engagierte er sich in der katholischen Jugendarbeit. 1931 wurde er im Alter von 22 Jahren zum Adjunkten des Generalsekretariates des Schweizerischen katholischen Jungmannschaftsverbandes SKJV ernannt. Vorgängig weilte er in Löwen (Louvain), um sich bei der belgischen katholischen Jugendbewegung in seine Aufgabe einzuarbeiten. Während 35 Jahren stand er dem SKJV als Geschäftsführer vor. 1942 übernahm er zusätzlich die Geschäftsführung des Schweizerischen Katholischen Volksvereins, die er während 28 Jahren innehatte. Gemeinsam mit seinem Freund Prälat Josef Meier führte er die beiden Verbände erfolgreich und mit grossem persönlichem Engagement. Er entfaltete einen sehr breiten Fächer von Aktivitäten. 1931 erfolgte die Gründung des Rex-Verlages. 1932 gründete Eugen Vogt den schweizerischen Jungwachtbund, dessen erster Bundesführer er war. 1933 organisierte er die legendäre Zuger Jugendtagung, die ZUJUTA, die eine grosse Aufbruchstimmung in der katholischen Jugend der Schweiz nach sich zog. Er engagierte sich in der Ausbildung der Jungwacht- und Jungmannschaftsführer mit Osterkursen, einem reichen Schrifttum und verschiedenen Zeitschriften. Er gründete die Schweizerische Volksbuchgemeinde, die er zu einem blühenden Unternehmen ausbaute, den Reisedienst Viatours für Wallfahrten und Kulturreisen sowie das Interkonfessionelle Komitee für biblische Studienreisen. Er übernahm die organisatorische Verantwortung für die Wallfahrt zur Heiligsprechung von Bruder Klaus in Rom im Jahre 1947, die Durchführung des schweizerischen Katholikentages 1949 in Luzern und für die Reisen nach Rom im Rahmen des Heiligen Jahres 1950. Während des Zweiten Weltkrieges war er hauptverantwortlich für die kulturell-religiöse Betreuung der polnischen und italienischen Internierten in der Schweiz. 1947 gründete er die Verlagsbuchbinderei an der Reuss. Er lernte 1964 am Eucharistischen Kongress in Bombay Mutter Teresa kennen, deren Werk ihn begeisterte. Er gründete ein Hilfswerk, das über 45 Millionen Schweizerfranken für die von Mutter Teresa in Kalkutta betreuten Armen aufbrachte. Eugen Vogt wurde von Papst Pius XII. mit dem Silvesterorden geehrt. Der Präsident der italienischen Republik verlieh ihm das Offizierskreuz des Verdienstordens der Italienischen Republik.
Eugen Vogt war verheiratet mit der Zugerin Hedwig Wickart. Der Ehe entsprossen sieben Kinder.

## Leistungen

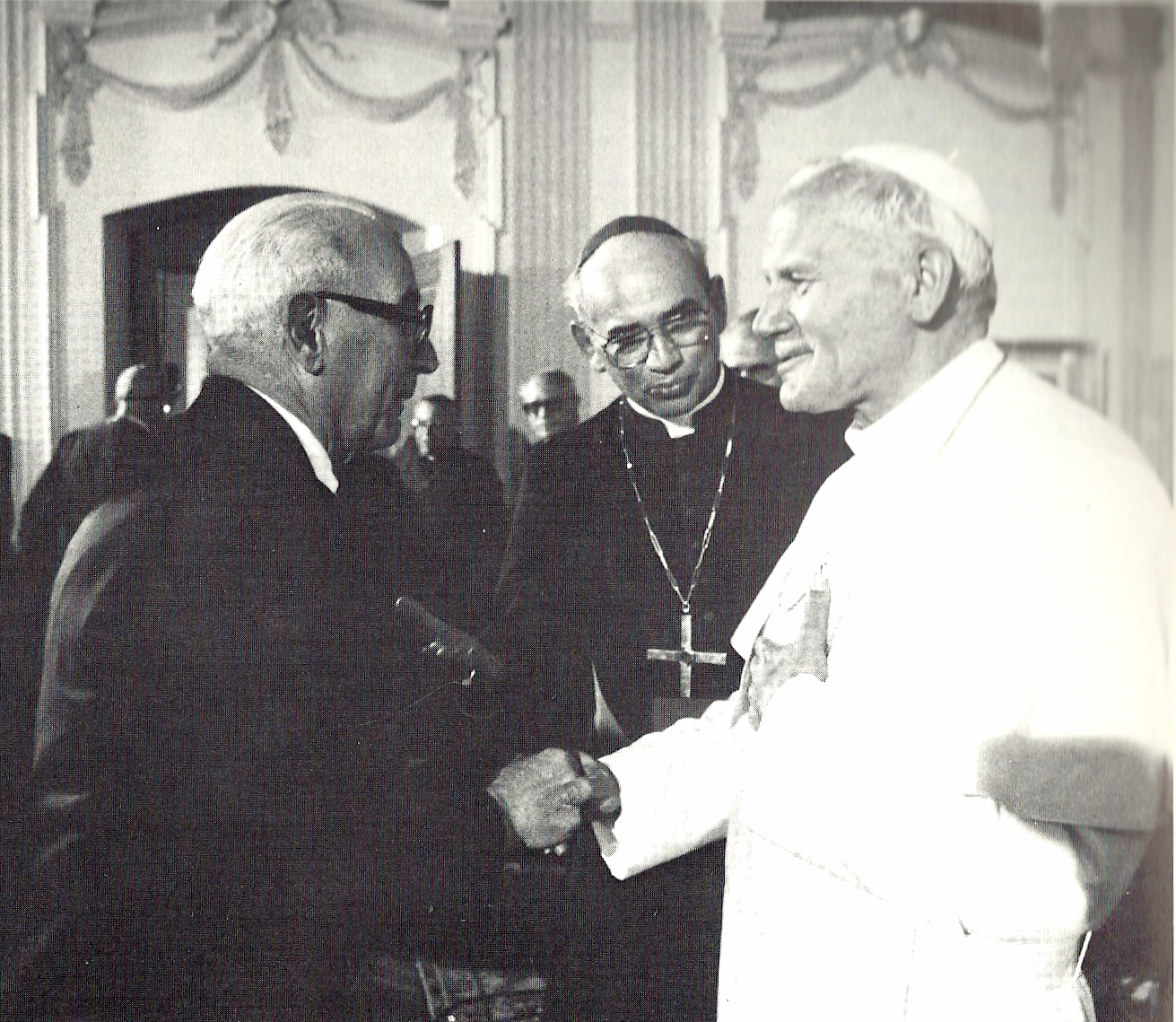
Eugen Vogt wird am 17. Juli 1984 von Bischof Otto Wüst in Einsiedeln Papst Johannes Paul II. vorgestellt.

«Eugen Vogt war, um mit den Worten von Bischof Josephus Meile zu schliessen, ein Vorbild und Laienapostel. Nicht bloss durch sein Beispiel, sondern auch durch seine Schulung hat er Hunderte erobert und geformt. Als erster Laienführer im Jungmannschaftsverband hat er das Vertrauen der kirchlichen Vorgesetzten durch seine erfolgreiche Tätigkeit mehr als gerechtfertigt. Es war keine leichte Aufgabe, die Vereinstätigkeit von der reinen Betreuung und Pflege zu einer gewissen Bewegung, zu einer wirklichen Jugendaktion zu überführen. Was da an Geduld und Bescheidenheit, an Energie und Mut, an Feinheit des Charakters und ergebener Treue vorausgesetzt wurde, kann nur jener ahnen, welcher etwas tiefer in die Hemmungen und Hindernisse, in die Kritiken und Verwirrungen hineingeschaut hat. Ohne diese Laienhilfe wäre aber manches Jugendproblem überhaupt nicht voll gelöst und gar manches Jugendbedürfnis nicht befriedigt worden.»

«Die Veränderungen in der Verbandsstruktur und die markanten Impulse und Aktivitäten von Joseph Meier und Eugen Vogt in der Führung des Schweizerischen Katholischen Jungmannschaftsverbandes sowie die kulturpolitische Entwicklung der schweizerischen Gesellschaft überhaupt brachten die katholische Jugend in einem Ausmass unter die Fahne des SKJV und das Christkönigzeichen, wie es in der Geschichte der nationalen Jugendbewegungen einmalig dasteht.»

## Schriften
- Publikationen von E. Vogt bezüglich Jungmannschaft und Jungwacht. Chronologisch. Staatsarchiv Luzern, Archivalieneinheit PA 188.